# Três Forquilhas
Três Forquilhas é um município brasileiro do estado do Rio Grande do Sul.
O município de Três Forquilhas está localizado no vale do Rio Três Forquilhas, juntamente com os municípios de Itati e Terra de Areia.